# PL-01 Concept
PL-01 Concept – projekt polskiego czołgu wsparcia bezpośredniego tworzony przez firmę OBRUM we współpracy z brytyjskim BAE Systems. Makieta pojazdu została zaprezentowana na targach MSPO w Kielcach 2 września 2013 roku. Według założeń projektantów pełny prototyp miał zostać ukończony w 2016, a produkcja seryjna miała ruszyć dwa lata później, jednak w 2015 roku projekt został porzucony.

## Konstrukcja pojazdu
Układ PL-01 Concept jest bardzo podobny do standardowego układu czołgów podstawowych. Kierowca zajmuje miejsce na przodzie pojazdu, a bezzałogowa wieża jest montowana z tyłu. We wnętrzu mieszczą się stanowiska dowódcy i celowniczego, dodatkowo w tylnej części kadłuba można przewozić czterech żołnierzy.
Opancerzenie pojazdu miała stanowić wielowarstwowa, modularna powłoka ceramiczno-aramidowa, która zapewnia ochronę zgodną ze standardem NATO Stanag 4569 Aneks A, na poziomie 5+ w obrębie przedniej półsfery kadłuba i wieży. Dodatkowe panele opancerzenia montowane na wieży i kadłubie miały zapewniać pełną ochronę przed pociskami kumulacyjnymi. Kadłub pojazdu miał zapewniać ochronę przeciw ładunkom improwizowanym (IED) i minom zgodnie ze standardem Stanag 4569 Aneks B na poziomie 4a i 4b. Przewidywano, że cały pojazd będzie pokryty materiałem pochłaniającym fale radiowe. Dodatkowo poszycie miało być pokryte heksagonalnymi płytkami pozwalającymi na dostosowanie temperatury kadłuba do temperatury otoczenia, co pozwoliłoby na oszukiwanie detektorów podczerwieni. Pomóc miał w tym inteligentny system chłodzenia wspomagający regulację termiczną.
PL-01 Concept miał być wyposażony w silnik o zapłonie samoczynnym o mocy ponad 940 KM sprzężony z hydrokinetyczną automatyczną skrzynią biegów i mechanizmem wspomagania jazdy. Zawieszenie oparte na siedmiu kołach nośnych z kołem napędzającym z przodu oraz wałkach skrętnych z aktywnym tłumieniem zamontowanym na dwóch pierwszych i dwóch ostatnich parach. Pojazd miał osiągać prędkość do 70 km/h na drodze i 50 km/h w terenie przy maksymalnym zasięgu 500 km. Pokonywać przeszkody o nachyleniu do 30°, rowy i okopy do szerokości 2,6 m oraz pokonywać przeszkody wodne o głębokości do 1,5 metra bez przygotowania, a po przygotowaniu do 5 metrów głębokości.

## Uzbrojenie
Podstawową bronią PL-01 Concept miało być umieszczone w bezzałogowej wieży działo kalibru 105 lub 120 mm, zgodne ze standardami NATO. Działo miało strzelać zarówno klasycznymi pociskami, jak i kierowanymi rakietami przeciwpancernymi. Automat ładowniczy miał zapewnić szybkostrzelność rzędu 6 strzałów na minutę. Pojazd mógłby przewozić 45 jednostek amunicji, z czego 16 miało znajdować się w automacie ładowniczym wewnątrz wieży. Z działem miał zostać sprzężony karabin maszynowy UKM-2000C kal. 7,62 mm z zapasem 1000 sztuk amunicji.
Dodatkowe uzbrojenie miało być instalowane w zdalnie sterowanym module. Karabin maszynowy kal. 7,62 mm lub 12,7 mm z zapasem 750 pocisków oraz granatnik automatyczny GA kal. 40 mm z zapasem 400 granatów. Na wyposażeniu miał również znajdować się aktywny system obrony niszczący nadlatujące pociski oraz wyrzutnie granatów dymnych wbudowane w wieżę.
Całe uzbrojenie miało być stabilizowane elektronicznie. W skład systemów obserwacyjnych i celowniczych miały wejść dalmierze laserowe, kamery dzienno-nocne oraz termowizory trzeciej generacji. Dane z nich będą prezentowane na wielofunkcyjnych ekranach.

## Wyposażenie
Pojazd miał być wyposażony w system stałej obserwacji pracujący zarówno w dzień, jak i w nocy. System ochrony ABC, system gaśniczy w wieży i kadłubie, system wewnętrznej komunikacji z radiostacją, system aktywnej ochrony przed pociskami kumulacyjnymi, system zarządzania polem walki, system chłodzenia spalin, system maskowania termicznego, system kamer dla kierowcy oraz klimatyzacja i filtry powietrza. Załoga miała otrzymać specjalne siedziska minimalizujące skutki użycia materiałów wybuchowych. Dodatkowo pojazd miał być wyposażony w system nawigacji satelitarnej i system identyfikacji swój-obcy.

## Warianty
Pojazd mógłby być skonfigurowany jako wóz dowodzenia, opancerzony pojazd naprawczy oraz pojazd do usuwania min. Projektowane są również następne konfiguracje.

## Obecność w kulturze
Mimo że pojazd nie trafił do seryjnej produkcji, to jego wirtualne odpowiedniki pojawiły się w grze komputerowej Armored Warfare. Ponadto podobny czołg o nazwie TM-02 Khanjali został udostępniony graczom w Grand Theft Auto Online Na polskim prototypie bazuje również nieodlegle futurystyczny Stealth Tank z gry Forge of Empires.